# Smokvica
Smokvica (italsky Smoquizza) je vesnice a správní středisko stejnojmenné opčiny v Chorvatsku v Dubrovnicko-neretvanské župě. Nachází se ve vnitrozemí ostrova Korčula. V roce 2011 zde žilo 916 obyvatel.
Opčina zahrnuje pouze jedinou oficiální vesnici (Smokvica). Kromě vnitrozemské vesnice se zde nachází i přímořská vesnice Brna, ta je však přičleněna k vesnici Smokvica a není samostatným sídlem.

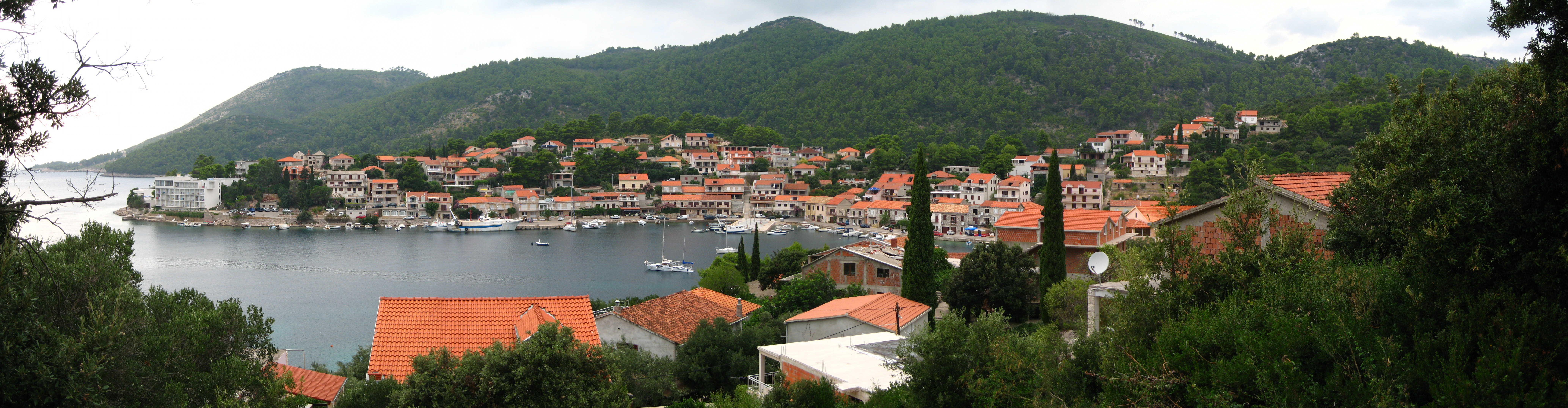
Letovisko Brna